# Zachery Ty Bryan
Zachery Tyler Bryan (Aurora, 9 ottobre 1981) è un attore statunitense.

## Biografia
È conosciuto principalmente per il suo ruolo come Bradley Michael Taylor, o semplicemente Brad, nella sitcom Quell'uragano di papà.
Bryan è nato in Aurora in Colorado, da Jenny e Dwight Bryan. Ha una sorella più giovane chiamata Ciri. Uno dei suoi hobby è il calcio.
Ha cominciato la sua carriera a Denver con pubblicità su stampa e televisive. Il suo interesse per la recitazione lo ha portato presto in California, dove ha ricevuto il ruolo di Brad nella popolare serie televisiva Quell'uragano di papà.
Ha fatto una comparsa nella serie tv Willy, il principe di Bel-Air, e ha avuto il ruolo di bullo della scuola nel film "First Kid - Una peste alla Casa Bianca". Nel 2003 è apparso in un episodio di Smallville, dove interpretava Eric Marsh, un giocatore di baseball liceale che usava steroidi fatti con la roccia di meteorite. Nel 2005 ha interpretato Bryan Nolan in Code Breakers. Ha recitato nel film The Fast and the Furious: Tokyo Drift nel ruolo di Clay, e nella serie televisiva Shark.
Bryan è apparso anche nelle serie televisive Buffy l'ammazzavampiri e Veronica Mars.

## Filmografia

### Attore

#### Cinema
- Bigfoot: The Unforgettable Encounter, regia di Corey Michael Eubanks (1994)
- First Kid - Una peste alla Casa Bianca (First Kid), regia di David Mickey Evans (1996)
- True Heart, regia di Catherine Cyran (1997)
- Carrie 2 - La furia (The Rage: Carrie 2), regia di Katt Shea (1999)
- Ostaggi eccellenti (Held for Ransom), regia di Lee Stanley (2000)
- Rustin, regia di Rick Johnson (2001)
- Longshot, regia di Lionel C. Martin (2001)
- Slammed, regia di Brian Thomas Jones (2004)
- In campo per la vittoria (The Game Of Their Lives), regia di David Anspaugh (2005)
- Annapolis, regia di Justin Lin (2006)
- The Fast and the Furious: Tokyo Drift, regia di Justin Lin (2006)
- Trunk, regia di Christopher D'Elia (2008)
- Adi Shankar's Gods and Secrets, regia di Adi Shankar e Stewart Yost (2018)

#### Televisione
- Airport 95 (Crash: The Mystery of Flight 1501), regia di Philip Saville (1990)
- ABC TGIF - Serie Tv, (1990)
- Mickey: Reelin' Through the Years, regia di Dan Boothe (1995)
- L'isola magica (Magic Island), regia di Sam Irvin (1995)
- A Killing Spring, regia di Stephen Williams (2002)
- Plainsong, regia di Richard Pearce (2004)
- Code Breakers, regia di Rod Holcomb (2005)
- Hammer of the Gods, regia di Todor Chapkanov (2009)
- Thunder Alley – serie TV, episodi 2x5 (1994)
- Willy, il principe di Bel Air (The Fresh Prince of Bel-Air) – serie TV, episodi 6x9-6x10 (1995)
- La famiglia Brock (Picket Fences) – serie TV, episodi 4x19 (1996)
- Soul Man - Casa & Chiesa (Soul Man) – serie TV, episodi 2x5 (1997)
- Terra promessa (Promised Land) – serie TV, episodi 2x8 (1997)
- The Wonderful World of Disney – serie TV, episodi 1x14 (1998)
- Quell'uragano di papà (Home Improvement) – serie TV, 203 episodi (1991-1999)
- Chicken Soup for the Soul (2000)
- Opposite Sex – serie TV, episodi 1x5-1x6 (2000)
- In tribunale con Lynn (Family Law) – serie TV, episodi 2x15-2x16 (2001)
- Il tocco di un angelo (Touched by an Angel) – serie TV, episodi 7x19 (2001)
- E.R. - Medici in prima linea (ER) – serie TV, episodi 7x19 (2001)
- Boston Public – serie TV, episodi 1x1-1x5-1x22 (2000-2001)
- Oltre i limiti (The Outer Limits) – serie TV, episodi 7x16 (2001)
- Philly – serie TV, episodi 1x15 (2002)
- Buffy l'ammazzavampiri (Buffy the Vampire Slayer) – serie TV, episodi 7x4 (2002)
- Smallville – serie TV, episodi 2x20 (2003)
- Century City – serie TV, episodi 1x3 (2004)
- Center of the Universe – serie TV, episodi 1x4-1x9-1x13 (2004-2005)
- Veronica Mars – serie TV, episodi 1x15-1x17 (2005)
- Cold Case - Delitti irrisolti (Cold Case) – serie TV, episodi 3x11 (2006)
- Shark - Giustizia a tutti i costi (Shark) – serie TV, episodi 1x7 (2006)
- K-Ville – serie TV, episodi 1x5-1x11 (2007-2008)
- Burn Notice - Duro a morire (Burn Notice) – serie TV, episodi 2x8 (2008)
- Knight Rider – serie TV, episodi 1x16 (2009)
- Meteor - Distruzione finale (Meteor) – serie TV, episodi 1x1-1x2 (2009)
- The Guardians of Justice – serie TV (2022)

### Produttore
- Skin, regia di Guy Nattiv (2018)

## Doppiatori italiani
- Marco Baroni in Smallville
- David Chevalier in Cold Case - Delitti irrisolti